# Kenneth Casey
Kenneth Casey (ur. 10 stycznia 1899 w Nowym Jorku, zm. 10 sierpnia 1965 w Cornwall) – amerykański kompozytor, wydawca i dziecięca gwiazda filmowa, autor tekstu do przeboju „Sweet Georgia Brown”.

## Kariera
Urodzony w Nowym Jorku. Wystąpił jako dziecięcy aktor w ponad 30 filmach wytwórni Vitagraph Studios.
W 1910 wprowadzony do Young Hollywood Hall of Fame, odpowiednika alei gwiazd dla aktorów dziecięcych.
Po opuszczeniu w wieku 14 lat Vitagraph rozpoczął przygodę z wodewilem, w którym mógł w pełni wykorzystać swoje umiejętności muzyczne i aktorskie. Najpierw występował na trasach koncertowych w Wielkiej Brytanii i ZPA, a następnie, po osiągnięciu 16 lat (wymaganych do podjęcia pracy zawodowej w Stanach Zjednoczonych), wrócił do swojego kraju.
Jednorazowo powrócił do kina niemego w filmie z 1920, wyróżniając się jako muzyk i autor tekstów piosenek, pisząc między innymi tekst do utworu „Sweet Georgia Brown” z 1925.

## Życie prywatne
Był żonaty z Derondą, miał dwóch synów – Kennetha Jr. i Freda. Zmarł w Cornwall w 1965 w wieku 66 lat i został pochowany na cmentarzu i mauzoleum Cedar Hill w Newburghu.

## Filmografia
- We Must Do Our Best, w reżyserii Van Dyke Brooke (1909)
- Mario’s Swan Song (1910)
- Over the Garden Wall (1910)
- Chew Chew Land; or, The Adventures of Dolly and Jim (1910)
- Two Waifs and a Stray (1910)
- A Lunatic at Large (1910)
- Ransomed; or, A Prisoner of War (1910)
- The Children's Revolt (1910)
- Jean Goes Fishing (1910)
- Drumsticks (1910)
- A Tin-Type Romance (1910)
- The Misses Finch and Their Nephew Billy (1911)
- Consuming Love; or, St. Valentine's Day in Greenaway Land (1911)
- Opowieść o dwóch miastach (1911)
- Mammy's Ghost (1911)
- A Little Lad in Dixie (1911)
- The Derelict Reporter (1911)
- Hungry Hearts; or, The Children of Social Favorites (1911)
- The Show Girl (1911)
- Barriers Burned Away (1911)
- The Clown's Best Performance (1911)
- The Long Skirt (1911)
- Cherry Blossoms (1911)
- The Child Crusoes (1911)
- Daddy's Boy and Mammy (1911)
- Wig Wag (1911)
- The Little Spy (1911)
- Captain Jenks' Dilemma (1912)
- How Tommy Saved His Father (1912)
- Father and Son (1912)
- Tom Tilling's Baby (1912)
- A Story of the Circus (1912)
- The Black Wall (1912)
- The Old Silver Watch (1912)
- The Man Under the Bed (1912)
- An Innocent Theft (1912)
- Fate's Awful Jest (1912)
- A Juvenile Love Affair (1912)
- Ingenuity (1912)
- Vultures and Doves (1912)
- Bumps (1912)
- The Higher Mercy, w reżyserii William V. Ranous (1912)
- Three Girls and a Man, w reżyserii Albert W. Hale (1912)
- The Eavesdropper, w reżyserii Jamesa Younga (1912)
- When Bobby Forgot, w reżyserii Laurence Trimble (1913)
- Cutey and the Twins, w reżyserii James Young (1913)
- The White Slave; or, The Octoroon, w reżyserii Jamesa Younga (1913)
- The Feudists, w reżyserii Wilfrid North (1913)
- In the Shadow, w reżyserii Jamesa Lackave (1913)
- Heartease, w reżyserii L. Rogersa Lyttona (1913)
- The Adventurer, w reżyserii J. Gordona Edwardsa (1920)